# Frauenstein (hrad v Sasku)
Zřícenina hradu Frauenstein (německy Burg Frauenstein) stojí na žulové skále v nadmořské výšce 680 metrů a ze severovýchodu přiléhá ke stejnojmennému městečku. Nachází se na saské straně východních Krušných hor, v zemském okrese Střední Sasko, asi 35 kilometrů jihozápadně od Drážďan, deset kilometrů severně od českých hranic a 35 kilometrů severně od města Most.

## Historie
Hrad byl založen pravděpodobně v první polovině 13. století jako hraniční pevnost mezi Míšeňským markrabstvím a Čechami, aby zajišťoval ochranu obchodních stezek a stříbrných dolů v okolí. Jeho jádro mělo rozměry 30 × 15 metrů a jeho součástí byla obytná věž.
Později byla přistavena druhá obytná věž, která byla s původní věží spojená. Na konec 13. století spadá výstavba paláce a hradní kaple a do první poloviny století čtrnáctého připadá zesílení čelních hradeb. V roce 1329 zastavil míšeňský markrabí hrad i s vládou nad hrabstvím míšeňskému purkrabímu.
V roce 1411 byla obci Frauenstein udělena městská práva. V roce 1438 utrpěl hrad při obléhání vojsky Wettinů značné škody a míšeňský markrabí začal opětovně uplatňovat svá nástupnická práva. O ty se snažil již roku 1426, kdy rod Meinheringů vymřel po meči a jejich zástavní práva převzal rod pánů z Plavna. Větev tohoto rodu, pánové ze Schönbergu, byli roku 1473 potvrzeni jako vlastníci hradu. Ti dali v letech 1585–1588 vedle hradu postavit zámek Frauenstein. Po jeho dokončení přestal být hrad obýván, ale v roce 1615 došlo k přestavbě kaple.
Poslední pán ze Schönbergu, sídlící na Frauensteinu, prodal hrad se zámkem roku 1647 saskému kuřfiřtovi Janu Jiřímu I. Zámecký palác sloužil nejdříve jako soudní úřad, potom jako lesnický úřad a nakonec jako městský soud.
V roce 1728 zničil požár velkou část města a těžce poničil i zámek s hradem. Opravy se však dočkal pouze zámecký palác.
Dnes je zachována jen hradní věž ze 13. století, známá jako Dicker Merten, a jeden a půl metru široká čelní zeď. Uvnitř hradu se dochovalo několik místností, sklepy, kuchyně, hradní kaple, vězení a klenutí. V roce 1968, 1990 a 1992 byly provedeny  dílčí rekonstrukce. V roce 2007 vzniklo občanské sdružení s cílem udržet zříceninu hradu přístupnou veřejnosti a zabránit prodeji objektu do soukromého vlastnictví. V roce 2009 se z tohoto sdružení stala Společnost příznivců hradu Frauenstein.